# Czwartek Jazzowy z Gwiazdą

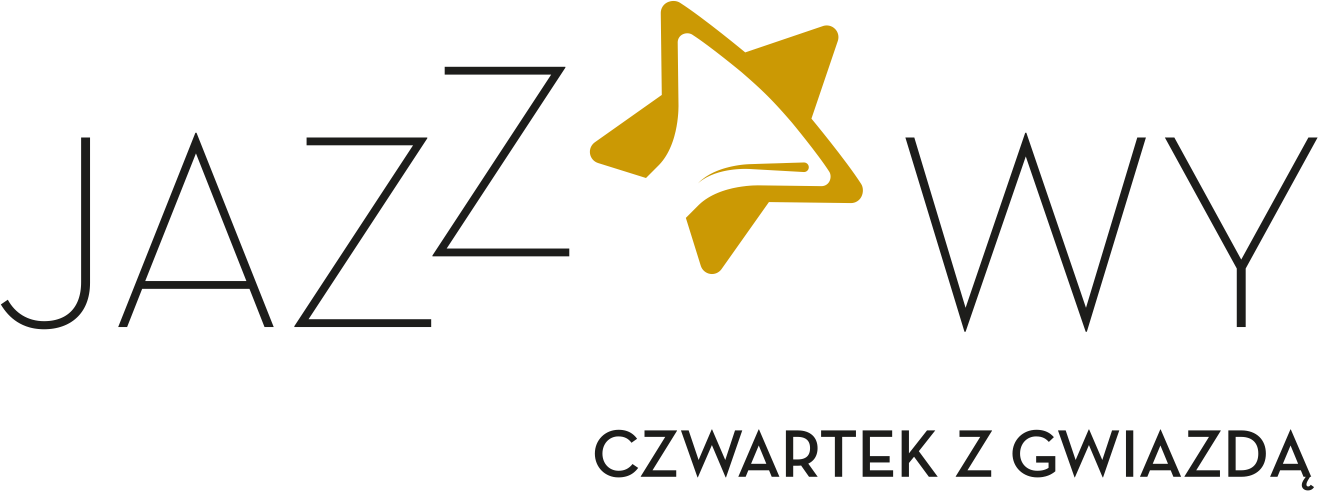
Czwartek Jazzowy z Gwiazdą

Czwartek Jazzowy z Gwiazdą to całoroczny cykl kameralnych koncertów realizowany na Śląsku od kwietnia 2002 roku, zawsze w czwartki. Organizatorem i pomysłodawcą jest Stowarzyszenie Muzyczne Śląski Jazz Club. Idea cyklu to realizacja kameralistyki jazzowej, pozwalającej skracać barierę twórca-odbiorca, pozwalającej osiągnąć silniejszą więź między widzami a twórcami.

## Historia
W latach 2002–2015 koncerty cyklu odbywały się w siedzibie organizatora pod adresem: plac Inwalidów Wojennych 1 w Gliwicach. W tej lokalizacji w 2009 roku w ramach cyklu został zarejestrowany, a potem wydany koncert Oleś Brothers, Rob Brown – Live At SJC. W roku 2016 Organizator przeniósł miejsce realizacji koncertów na ulicę Siemińskiego 22 (dawna Wieczorka) w Gliwicach. Od 2018 zaczęto organizować koncerty finałowe cyklu w sali Teatru Miejskiego w Gliwicach (Scena Bajka Kino Amok). Od 2019 roku cykl realizowany jest już w kilku salach w Gliwicach: Klub Pracowników Politechniki Śląskiej, Scena Bojków, Kino Amok (koncerty finałowe), scena klubowa Śląskiego Jazz Clubu. W 2020 cykl zaczął się pojawiać w Pałacu w Rybnej, w Tarnowskich Górach. W tym samym roku zaplanowano także koncerty w Pszczynie, przy współpracy z Muzeum Zamkowym, jednak ze względu na obostrzenia związane z przeciwdziałaniem rozprzestrzeniania się pandemii COVID19, koncerty te nie doszły do skutku.
Inicjatorem cyklu Czwartek Jazzowy z Gwiazdą był Mirosław Rakowski, prezes zarządu Śląskiego Jazz Clubu w latach 2001–2016. Od 2016 cykl realizuje Daniel Ryciak, obecny prezes zarządu.
Do tej pory w ramach cyklu wystąpili m.in. Andy Middleton (USA), Jerry Bergonzi (USA), Jan Ptaszyn Wróblewski, Janusz Muniak, Anthimos Apostolis, Jorgos Skolias, Bogdan Hołownia, Włodzimierz Nahorny, Wojciech Karolak, Jarosław Śmietana, Adam Czerwiński, Tymon Tymański, Walk Away, Marcin Oleś, Antoni „Ziut” Gralak, Jakcek Kochan, The Globetrotters, Ecstasy Project, Pink Freud, Adam Pierończyk, Wojciech Niedziela, Nikola Kołodziejczyk, Dominik Wania, Ed Cherry (USA), Monty Waters (USA), Rob Brown (USA), Eric Allen (USA), John B. Arnold (USA), Peter Friis Nielsen (Dania), Peter Ole Jorgensen (Dania), Wayne Dockery (USA), Steve MacCraven (USA), Kazimierz Jonkisz, Adam Kawończyk, Eryk Kulm, Wojtek Pilichowski, Ulf Wakenius (Szwecja), Theo Jörgensmann (Niemcy), AMC Trio (Słowacja), David Dorůžka (Czechy), Joonatan Rautio (Finlandia), Kuba Płużek, Piotr Orzechowski, Bernard Maseli, Daniel “Dano” Soltis (Słowacja), Daniele Gorgone (Włochy), Piotr Wojtasik, Henryk Miśkiewicz, Mikołaj Trzaska, Maciej Sikała, Piotr Wojtasik, Piotr Wyleżoł, Krzysztof Ścierański, Piotr Baron, Brad Terry (USA), Tyler Hornby (Kanada), Alex Terrier (Francja), Tomasz Dąbrowski, Ramiro Olaciregui (Argentyna), Marcos Merino (Hiszpania), Rodolfo Zuniga (Kostaryka), Martin Buhl Staunstrup (Dania), Anna Serafińska, Sing Sing Penelope, Adam Wendt, Flavio Li Vigni (Włochy), Francesco Angiuli (Włochy), Dominik Bukowski, Adam Bałdych, Ewa Uryga, Dorota Miśkiewicz, Anna Maria Jopek, Monika Borzym, Stanisław Soyka, Hanna Banaszak.